# Wydział Stosowanych Nauk Społecznych i Resocjalizacji Uniwersytetu Warszawskiego
Wydział Stosowanych Nauk Społecznych i Resocjalizacji – interdyscyplinarny wydział Uniwersytetu Warszawskiego, zajmujący się szeroko rozumianymi naukami społecznymi.

## Kierunki kształcenia
Dostępne kierunki:
- Kryminologia (studia II stopnia)
- Praca socjalna (studia II stopnia)
- Profilaktyka społeczna i resocjalizacja (studia I stopnia)
- Resocjalizacja (studia II stopnia)
- Socjologia stosowana i antropologia społeczna (studia I i II stopnia)

## Poczet dziekanów
Lista niepełna:
1. prof. dr hab. Marcin Król (1996–2002)
2. prof. dr hab. Andrzej Rzepliński (2002–2005)
3. prof. dr hab. Marcin Król (2005–2012)
4. dr hab. Wojciech Pawlik (2012–2020)
5. dr hab. Aneta Gawkowska (od 2020)

## Władze Wydziału
W kadencji 2020–2024:
| Stanowisko                                                  | Imię i nazwisko         |
| ----------------------------------------------------------- | ----------------------- |
| Dziekan                                                     | dr hab. Aneta Gawkowska |
| Prodziekan ds. naukowo-badawczych                           | dr hab. Danuta Lalak    |
| Prodziekan ds. rozwoju i współpracy z otoczeniem społecznym | dr hab. Marek Rymsza    |
| Prodziekan ds. studenckich                                  | dr hab. Ewa Stachowska  |

## Struktura organizacyjna

### Instytut Profilaktyki Społecznej i Resocjalizacji
Dyrektor: dr hab. Tomasz Kaźmierczak
- Katedra Kryminologii i Polityki Kryminalnej
- Katedra Pedagogiki Społecznej
- Katedra Socjologii Norm, Dewiacji i Kontroli Społecznej
- Zakład Pedagogiki Resocjalizacyjnej
- Zakład Prawa i Polityki Penitencjarnej
- Zakład Prawnych i Społecznych Badań Integralnokulturowych
- Zakład Psychologii Dewiacji
- Zakład Socjologii Zmian Społecznych
- Zakład Teorii i Metod Pracy Socjalnej
- Pracownia Badań nad Porażkami

### Instytut Stosowanych Nauk Społecznych
Dyrektor: prof. dr hab. Iwona Jakubowska-Branicka
- Katedra Historii Idei i Antropologii Kulturowej
- Pracownia Badań nad Historią i Tożsamościami LGBT+
- Katedra Metod Badania Kultury
- Pracownia Psychospołecznych Problemów Uzależnień
- Katedra Socjologii Wiedzy i Moralności
- Ośrodek Społecznych Badań Queer
- Pracownia Socjologii Sztuki w Przestrzeni Publicznej
- Zakład Socjourbanistyki i Studiów nad Konfliktem
- Ośrodek Socjologii Zamieszkiwania
- Katedra Socjologii i Antropologii Obyczajów i Prawa
- Katedra Studiów Rodziny i Patologii Społecznej
- Zakład Socjologicznych Analiz Polityk Publicznych